# 로베르토 지올리토

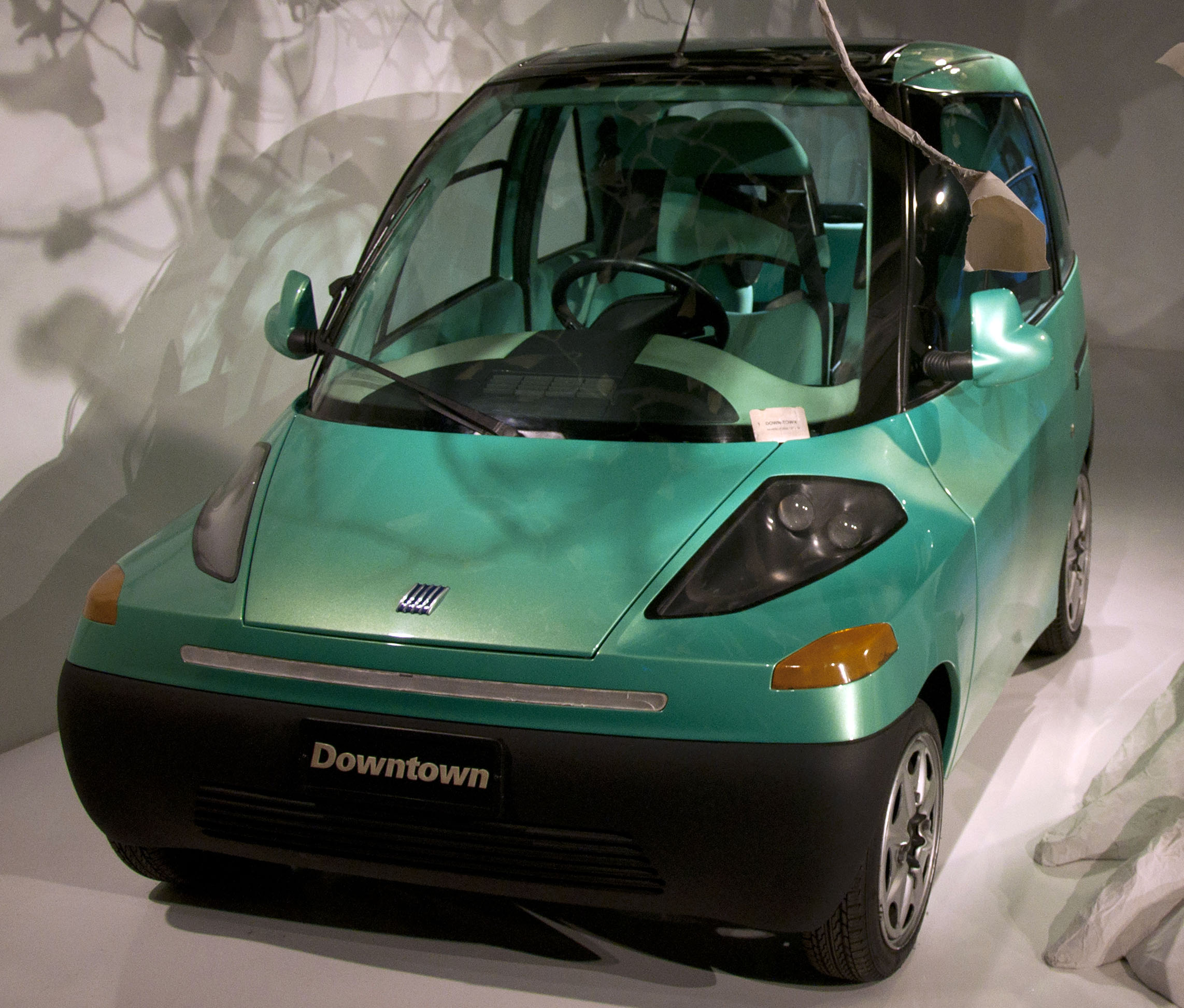
토리노의 Museo Nazionale dell'Automobile 에 전시된 피아트 다운타운 컨셉트카 차량

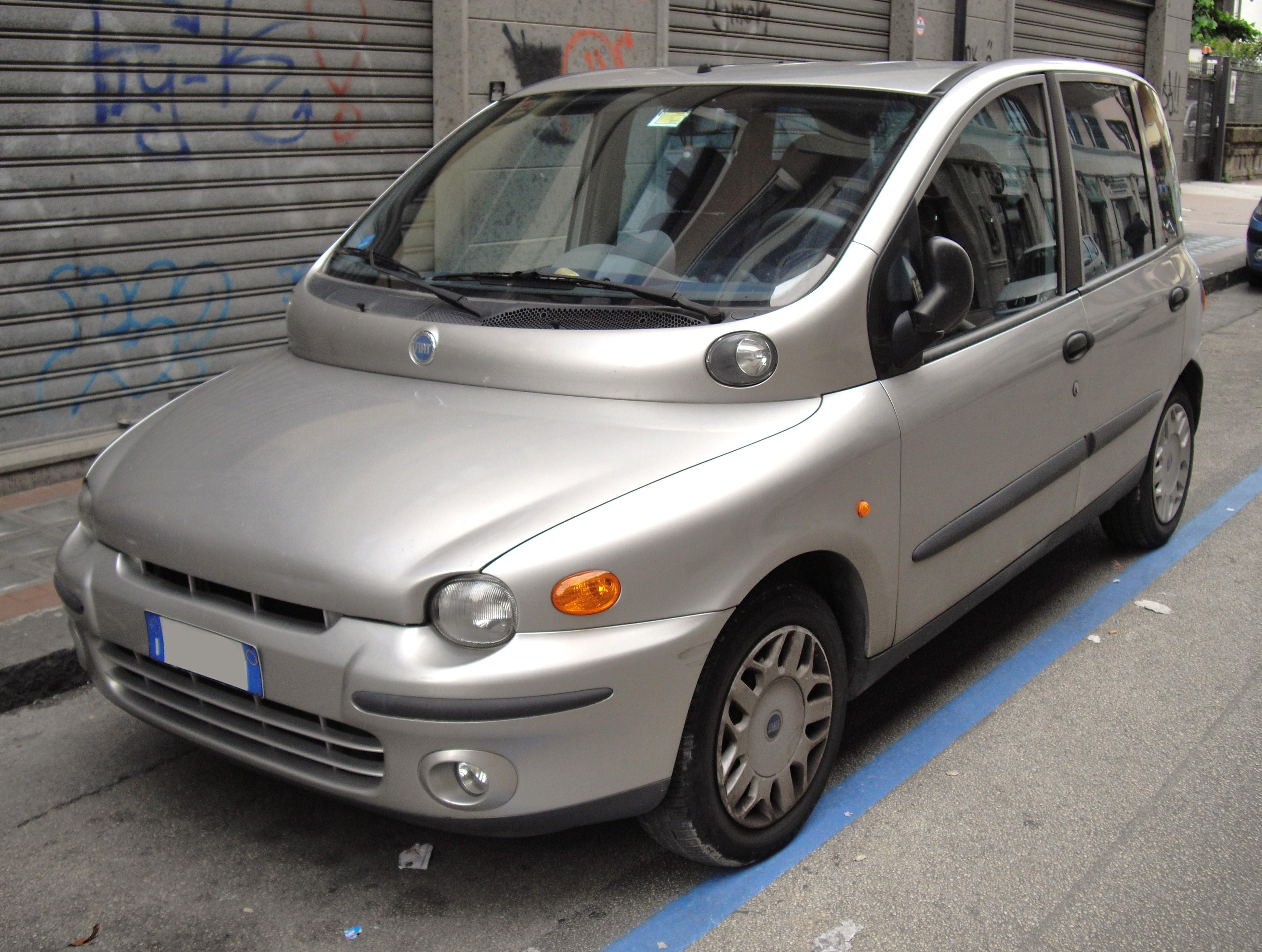
피아트 물티플라/멀티플라

로베르토 지올리토(Roberto Giolito, 1962년 11월 10일~)는 이탈리아의 자동차 디자이너이다. 피아트 에서 수석 디자이너로 활동하는 지올리토는 피아트 멀티플라/물티플라 (1998, 뉴욕 MoMA 에서 전시, 그 못난 미니밴으로 악명높다.) 및 2004년 피아트 트레피우노 컨셉트카로 가장 널리 알려져 있다 2007년 피아트 500의 선구자 2008년 올해의 자동차, 2009년 세계 올해의 자동차 디자인으로 선정되었다.
참고로 그가 디자인한 물티플라는 본디 유니버셜 디자인 철학으로 설계했다가 그러한 디자인이 나와버렸으며, 이후 어떤 차량이 탑기어에서 로버 컨셉으로 개조되기도 하였다.
1. ↑  “Fiat's Design Approach: A Family in Harmony”. The New York Times (subscription required). 2010년 12월 1일. 2020년 1월 17일에 확인함.
2. ↑  “Il contributo di Roberto Giolito al design automobilistico moderno”. 2015년 6월 27일에 원본 문서에서 보존된 문서. 2014년 10월 18일에 확인함.
3. ↑  “Giolito dalla multipla ad oggi, 20 anni di evoluzione del design auto”. 2014년 10월 18일에 확인함.